# Gabriella Kain
Gabriella Kain, född 25 mars 1981 i Göteborg, är en svensk före detta handbollsmålvakt.
Gabriella Kain kommer från stadsdelen Kärra i Göteborg och började spela för Kärra HF. 19 år gammal värvades hon till IK Sävehof. 2006 gick Kain till Skövde HF och spelade där i två säsonger som båda avslutades med SM-final mot de gamla klubbkompisarna.  Den första förlorade Skövde den andra vann Skövde. Efter finalen 2008 började Kain spela i Danmark.  2008 blev hon landslagsspelare som Danmarksproffs. Först i GOG Svendborg (omdöpt säsongen efter till Odense GOG) där de två åren slutade i ekonomiska problem för klubben och sedan ett år i KIF Vejen. Efter OS-turneringen hade Kain tänkt sluta, men med rötter i Kroatien (föräldrarna) lockades hon att spela för slovenska RK Krim. Efter säsongen 2012-2013 slutade hon med handboll på grund av skadeproblem. Hon har haft broskbildning i ett knä som krävt tre operationer och aldrig blivit bra.
Kain landslagsdebuterade 2008 vid EM i Makedonien.  Spelade också VM 2009 och i succé-EM 2010 och VM 2011 samt OS 2012. Landslagskarriären kröntes och avslutades med OS i London, som dock blev ett svenskt fiasko. Sammanlagt blev det 82 landskamper.

## Meriter
- Svensk mästare två gånger: 2006 (med IK Sävehof) och 2008 (med Skövde HF)
- EM-silver 2010 i Danmark och Norge